# ماريان نياغو
ماريان نياغو (بالرومانية: Marian Neagu)‏ هو لاعب كرة قدم روماني في مركز الوسط، ولد في 29 أكتوبر 1991 في بوخارست في رومانيا. لعب مع كونكورديا كياجنا.

## وصلات خارجية
- ماريان نياغو على موقع قاعدة بيانات كرة القدم.إي يو (الإنجليزية)
- ماريان نياغو على موقع Soccerway.com (الإنجليزية)